# Sottoselva
Sottoselva (Sotselve in friulano) è una frazione di Palmanova in provincia di Udine.

## Monumenti e luoghi d'interesse
- Chiesa di San Sebastiano, nota anche come Chiesa dei Santi Sebastiano e Lorenzo[3], fu costruita tra il 1844 e il 1847 su progetto dell'ing. Bonini di Palmanova. Il campanile risale, invece, al 1855.